# Akadama

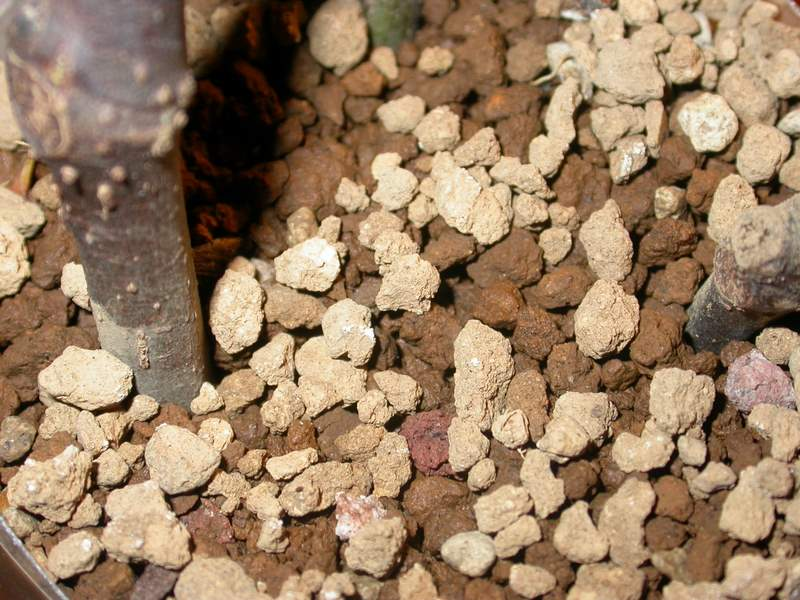
Akadama

La akadama (del japonés 赤 [aka]: 'rojo' y 玉 [tama]: 'pelota') es una arcilla granular de color rojo-marrón de origen volcánico que se encuentra tan sólo en Japón y que se utiliza como sustrato de cultivo neutro, principalmente para el cultivo del bonsái.
La estructura y la granulometría de este sustrato permiten conservar un nivel de humedad ideal para el buen desarrollo de los vegetales que en ella quedan, y es ampliamente utilizado por cultivadores de bonsáis profesionales que la suelen adquirir en establecimientos especializados en el arte del bonsái.
- Datos: Q413782